# حبيبة رنا
حبيبات الرنا (بالإنجليزية: RNA granules)‏ هي جسيمات تتواجد في سيتوبلازم حقيقيات النوى ويمكن التعرف عليها بيوكيميائيا ومجهريا، وتتكون من بروتينات ريبوزية نووية وتعمل على الحفاظ والتحكم في نوعية الرنا الرسول. من الشائع أن يتم تخزين الرنا الرسول الذي لا يُترجم من قبل الخلية والذي ستكون هنالك حاجة إليه مستقبلا في حبيبات الرنا.
تنظِّم حبيبات الرنا ترجمة واستقرارية الرنا الرسول وتحدد مكان تواجده داخلها. فضلا عن الرنا الرسول، تحتوي حبيبات الرنا عادة على الوحدات الفرعية الريبوسومية، عوامل النسخ، الإنزيمات المسؤولة على تفكيك الرنا، الهيليكازات، البروتينات البنيوية وبروتينات أخرى مرتبطة بالرنا. تُميَّز العديد من حبيبات الرنا حسب الرنا الرسول الذي تحمله ومكونات الحبيبة.

## أنواع حبيبات الرنا
حبيبات الخلية المنتشة: والتي تظهر أساسا أثناء نموها وتبقى في الخلية البيضية. وهي متخصصة في حمل جزيئات الرنا الرسول المشفرة لبروتيناتٍ ضروريةٍ لنمو الجنين وتبقى جزيئات الرنا الرسول تلك مخزنة في حالة غير نشطة حتى الحاجة إليها. علاوة على ذلك، تحمل هذه الحبيبات البروتينات التي تنظم بدء الترجمة والبروتينات التي تساهم في استقرارا الرنا الرسول وتحديد وضعيته في الخلية. كما أنها تحمل جزيئات تدخل الرنا، وبشكل خاص عائلة الرنا الميكروي والتي تثبط الينقولات وتمنع تضرر الجينوم.
حبيبات الإجهاد: والتي تظهر حين تتعرض الخلايا إلى إجهاد وتقوم بتخزين جزيئات الرنا الرسول التي تشفر البروتينات الخلوية الشائعة، وهي لا تقبل جزيئات الرنا الرسول المشفرة لبروتينات الصدمة الحرارية المسؤولة على استجابة الدفاع العام ضد الإجهاد (جميع أنواع الإجهاد وليس الحراري فقط كما يوحي به الاسم). تحتوي حبيبات الإجهاد على مركبات قبل بد الترجمة وهي الريبوسومات الجاهزة لمباشرة ترجمة الرنا الرسول الذي تحمله، لكنها مخزنة في حالة غير نشطة لمدة الإجهاد وذلك لكي لا تتضرر. عادة ما تتآثر هذه الحبيبات فيزيائيا مع أجسام P وتنقل إليها جزيئات رنا لتقوم بتفكيكها.
الأجسام المعالجة: تتواجد في الخلايا الجسدية أين تساهم في تفكيك الرنا الرسول وتوسط إسكات الرنا بواسطة الرنا الميكروي. بسبب قدرتها على تفكيك الرنا الذي يعوز القبعة 5' أو ذيل عديد الأدنين، تعمل هذه الجسيمات على مراقبة جودة الرنا الرسول الخلوي. الرنا الرسول المتواجد في الأجسام المعالجة لا يتم تفكيكه بالضرورة، ففي بعض الأحيان يمكن أن ينتقل إلى حبيبات الإجهاد أو يتم إطلاقه في السيتوبلازم.
الحبيبات العصبونية وتعمل على نقل جزيئات الرنا الرسول الخاصة بالعصبونات من النواة إلى نهاياتها البعيدة. تحتوي هذه الحبيبات على الوحدات الفرعية الريبوسومية المطلوبة للترجمة، لكن ترجمة الرنا الرسول في هذه الحبيبات معطلة بواسطة بروتينات منظمة أو بواسطة إسكات الرنا. تلعب الحبيبات العصبونية دورا مهما في التجدد العصبوني، وأي اضطرابات في نقل الرنا الرسول تصاحبها اضطرابات عصبية.
يمكن للتقنيات البيوكيميائية كذلك تمييز العديد من الحبيبات التي تحتوي على رنا رسول من نوع معين، على سبيل المثال: الرنا الرسول المشفر للبروتينات التي تنظَّم بواسطة آلية شائعة. من الأمثلة على ذلك حبيبات الرنا التي تحتوي على رنا يملك تسلسلات العناصر الغنية بـAU والتي تظهر في عدة جينات ورمية، عوامل نسخ أو سيتوكينات. يحتوي هذا النوع من الحبيبات على إنزيمات لتفكيك الرنا (مثل الإكسوسوم) والبروتينات المتعرفة على العناصر الغنية بـAU.